# Константин, Агафия
Агафия Орлов-Бухаев-Константин (рум. Agafia Orlov-Buhaev-Constantin; 19 апреля 1955, Мила 23) — румынская гребчиха-байдарочница, выступала за сборную Румынии во второй половине 1970-х — первой половине 1980-х годов. Чемпионка летних Олимпийских игр в Лос-Анджелесе, серебряная и бронзовая призёрша чемпионатов мира, победительница многих регат национального и международного значения.

## Биография
Агафия Константин родилась 19 апреля 1955 года в селе Мила 23, жудец Тулча.
Первого серьёзного успеха на взрослом международном уровне добилась в 1974 году, когда попала в основной состав румынской национальной сборной и побывала на чемпионате мира в Мехико, откуда привезла награду бронзового достоинства, выигранную в зачёте четырёхместных байдарок на дистанции 500 метров. Благодаря череде удачных выступлений удостоилась права защищать честь страны на летних Олимпийских играх 1976 года в Монреале. Вместе с напарницей Настасией Йонеску участвовала в заездах двоек, дошла до финальной стадии и в решающем заезде была близка к призовым позициям, показав четвёртый результат.
В 1977 году Константин выступила на чемпионате мира в болгарской Софии и получила там серебро в двойках на пятистах метрах. Год спустя на мировом первенстве в югославском Белграде выиграла две бронзовые медали в двух разных дисциплинах, в программе двоек и четвёрок. Ещё через год на аналогичных соревнованиях в немецком Дуйсбурге повторила это достижение, вновь стала бронзовой призёршей в двойках и четвёрках. Будучи в числе лидеров гребной команды Румынии, благополучно прошла квалификацию на Олимпийские игры 1980 года в Москве, где в паре с Элизабетой Бэбяну вновь оказалась в финале четвёртой.
На чемпионате мира 1981 года в английском Ноттингеме Агафия Константин добавила в послужной список ещё одну бронзовую медаль, добытую в двойках на пятистах метрах. Затем в сезоне 1983 года на мировом первенстве в финском Тампере пополнила медальную коллекцию очередной бронзой, на сей раз выигранной в четвёрках на пятистах метрах. Позже стартовала на Олимпийских играх 1984 года в Лос-Анджелесе — в составе четырёхместного экипажа, куда также вошли гребчихи Настасия Йонеску, Текла Маринеску и Мария Штефан, обогнала всех своих соперниц на дистанции 500 метров и завоевала тем самым золотую олимпийскую медаль. Кроме того, совместно с Йонеску стартовала в зачёте двоек, но здесь оказалась только четвёртой. Вскоре после этой Олимпиады приняла решение завершить карьеру профессиональной спортсменки, уступив место в сборной молодым румынским гребчихам.